# پیامد اجتماعی و زیست‌محیطی روغن پالم
روغن پالم از نخل روغنی به‌دست می‌آید و برای بسیاری از کشاورزان در جنوب شرقی آسیا، غرب آفریقا و آمریکای مرکزی به‌عنوان منبع اصلی درآمد محسوب می‌شود. این روغن عمدتاً برای مصارف پخت‌وپز محلی استفاده می‌شود و علاوه‌ بر آن، در تولید مواد غذایی تجاری، محصولات مراقبت شخصی و حتی زیست‌سوخت به کار می‌رود. از نظر بازدهی، نخل روغنی نسبت به گیاهان روغنی دیگر مانند سویا، کُلزا یا آفتابگردان، به ازای هر واحد سطح تا ده برابر بیشتر روغن تولید می‌کند. این ویژگی باعث شده است که روغن پالم جایگاه ویژه‌ای در تولید محصولات مختلف پیدا کند.
نخل‌های روغنی که تنها ۵ درصد از زمین‌های کشاورزی جهان را اشغال می‌کنند، ۳۸ درصد از کل روغن گیاهی تولیدی در جهان را تامین می‌کنند. با این حال، مزارع نخل روغنی که غالباً به صورت تک‌کشتی اداره می‌شوند، به دلیل تاثیرات منفی بر محیط بیوفیزیکی، تحت نظارت قرار دارند. ازجمله این تأثیرات می‌توان به کاهش ترسیب کربن و کاهش تنوع زیستی، در مناطق جنگلی اشاره کرد. همچنین نگرانی‌هایی در خصوص تأثیرات این کشت بر جوامع انسانی و حیوانی محلی وجود دارد، به‌ویژه در مورد جابه‌جایی و اختلال در زندگی آنان.

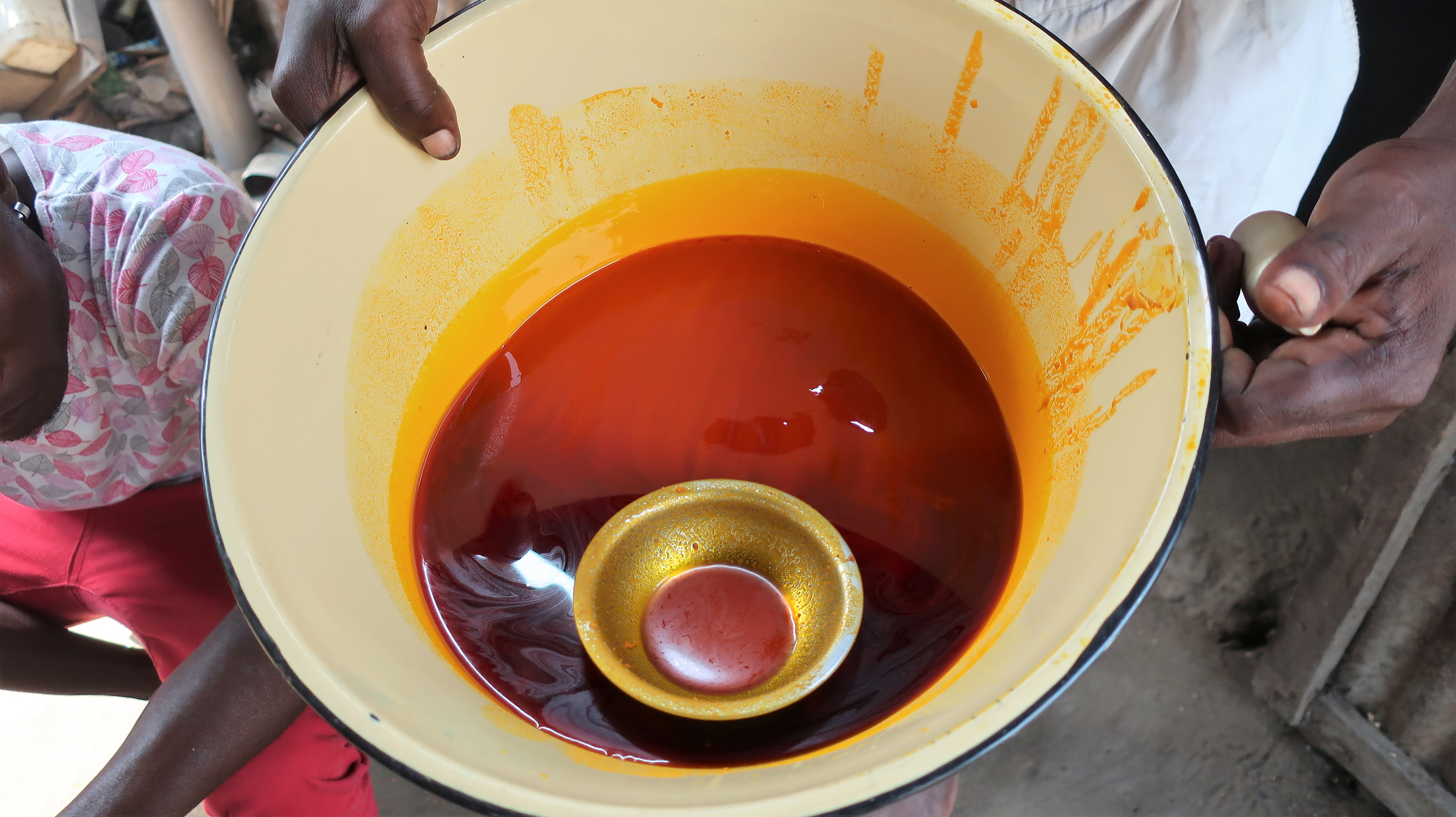

## آمار کشت و تولید
تخمین زده می‌شود که حدود ۱.۵ میلیون کشاورز کوچک در اندونزی به کشت نخل روغنی مشغول باشند. علاوه بر این، نزدیک به ۵۰۰ هزار نفر دیگر نیز به‌طور مستقیم در صنعت نخل روغنی و بخش‌های وابسته به آن فعالیت دارند.
در سال ۲۰۰۵، طبق برآورد انجمن روغن پالم، مالزی تولیدکنندهٔ نزدیک به ۵۰ درصد از روغن پالم جهان بوده است. این انجمن مدیریت نزدیک به ۵۰۰ میلیون نخل روغنی را بر عهده دارد. در سال ۲۰۰۶، مساحت زمین‌های تحت کشت نخل روغنی نزدیک به ۱۱ میلیون هکتار بوده است. یکی از عوارض جانبی نخل‌های روغنی، پدیده جداسازی کربن است. تقاضا برای روغن پالم در حال افزایش است و انتظار می‌رود که این روند ادامه‌دار باشد.
بین سال‌های ۱۹۶۷ تا ۲۰۰۰، سطح زیر کشت نخل روغنی در اندونزی از ۲ هزار کیلومتر مربع به بیش از ۳۰ هزار کیلومترمربع افزایش یافت. جنگل‌زدایی در اندونزی به دلیل کاشت نخل روغنی و قطع غیرقانونی درختان با چنان سرعتی در حال انجام است که در گزارش طرح محیط زیست سازمان ملل متحد (UNEP) در سال ۲۰۰۷ اشاره شده بود که ممکن است بیشتر جنگل‌های این کشور تا سال ۲۰۲۲ نابود شوند، البته نرخ جنگل‌زدایی در دههٔ گذشته کاهش یافته است.

## مسائل اجتماعی
نخل روغنی محصول اقتصادی بسیار با ارزش و  منبعی مهمی برای اشتغال است. این محصول به کشاورزان کوچک اجازه می‌دهد که در فعالیت‌های اقتصادی مشارکت داشته باشند و اغلب منجر به بهبود زیرساخت‌های محلی و دسترسی بهتر به خدماتی مانند مدارس و مراکز درمانی می‌شود. در برخی مناطق، نخل روغنی به دلیل درآمد بالای تولید روغن پالم جایگزین محصولات سنتی شده است. مدرن‌سازی روش‌های زراعت سبب بروز مسائلی از جمله عدم امنیت غذایی شده است. این مسئله ناشی از استفاده شدید از زمین‌ها و تخریب خاک است. در نتیجهٔ این اقدامات، توانایی مردم محلی برای تولید غذا کاهش یافته است و به ناچار در مناطق دیگر به دنبال غذا می‌گردند.
بااین‌حال، در برخی موارد، زمین‌های نخل روغنی بدون مشورت با مردم بومی منطقه و حتی بدون انجام پرداخت‌های لازم به آن‌ها زیر کشت قرار گرفته‌اند. این دست اتفاقات در پاپوآ گینه نو، کلمبیا و اندونزی رخ داده‌اند. در ایالت ساراواک مالزی، صحبت‌هایی دربارهٔ میزان مشورت لازم با قبیله لانگ تران کانان پیش از کشت نخل روغنی در زمین‌های محلی انجام شده است. تصاحب زمین‌های بومی سبب درگیری بین کشاورزان و ساکنان محلی در این کشورها شده است.